# 용과 같이 7 외전: 이름을 지운 자
《용과 같이 7 외전: 이름을 지운 자》(龍が如く７外伝 名を消した男)은 용과 같이 스튜디오가 개발하고 세가가 PlayStation 4, PlayStation 5, Windows, Xbox One 및 Xbox Series X용으로 출시 예정인 액션 어드벤처 비디오 게임이다. 이전에는 용과 같이 시리즈의 스핀오프이다.
용과 같이 6: 생명의 시(2016), 용과 같이 7: 빛과 어둠의 행방(2020) 및 Like a Dragon: Infinite Wealth(2024)의 사건 사이에 진행되는 용과 같이 외전은 시리즈의 원작 주인공, 키류 카즈마는 비밀요원으로 변신해 오사카와 요코하마에서 새로운 모험을 떠난다.
용과 같이 외전은 2023년 11월 9일 전 세계 출시 예정이다.

## 반응
《용과 같이 7 외전》은 리뷰 애그리게이터 웹사이트 메타크리틱에서 "대체적으로 긍정적인 평가"를 기록했다.